# Benito Lué y Riega
Benito Lué y Riega (Lastres, Colunga, Asturias, 1753 - San Fernando, Provincia de Buenos Aires, 1812) fue un eclesiástico español, obispo de Buenos Aires en la etapa final de la dominación española en América. Fue un notorio opositor a la Revolución de Mayo de 1810 y al proceso de independencia, adhiriendo al bando realista.

## Biografía
Nació en Lastres, diócesis de Oviedo, el 12 de marzo de 1753, hijo de Cosme de Lué y de María Josefa de Riega. En su juventud fue oficial de ejército, pero al enviudar abrazó la carrera eclesiástica. Estudió teología en Santiago de Compostela y fue deán de la catedral de Lugo.
El padre Dr.Cayetano Bruno encontró que obtuvo los grados de Bachiller, Licenciado y Doctor en la Universidad de Avila en los días 7, 10 y 11 de octubre de 1791.Los grados de Licenciado y Doctor no eran como hoy, fruto de años de estudio e investigación después del grado de Bachiller.

### Obispo de Buenos Aires
El Consejo de Indias lo propuso al rey para ocupar la sede de Buenos Aires y el 9 de agosto de 1802 fue designado obispo de esa ciudad por el Papa Pío VII. Llegó a Montevideo el 30 de marzo de 1803 y a Buenos Aires el 22 de abril. Salió de Buenos Aires el 13 de mayo de 1803 y fue consagrado en Córdoba por el obispo Ángel Mariano Moscoso el 29 de mayo.

### Comienzo de la visita pastoral
El 4 de junio comenzó oficialmente su visita pastoral en la ciudad de Santa Fe de donde pasó a la reducción de San Javier de Mocovíes, Coronda, Rosario, Pergamino, San Nicolás de los Arroyos, Arrecifes y la viceparroquia San Pablo de Salto. A fines de agosto estaba en Luján y días después en la parroquia de Nuestra Señora del Buen Viaje de Morón. El 3 de septiembre volvía a Buenos Aires y durante todo el mes de octubre visitó los curatos de la capital y los de Quilmes y Morón por segunda vez. Los últimos días de abril de 1804 se encargó de visitar la Catedral Metropolitana de Buenos Aires y el cabildo de canónigos.

### En la Banda Oriental
El 13 de mayo se embarcó con su comitiva en Buenos Aires, para emprender una visita a la Banda Oriental. Comenzó su visita en Santo Domingo Soriano, donde fue recibido por el presbítero Silverio Martínez. Continuó por Nuestra Señora de los Dolores, Víboras (pueblo que, trasladado, dio origen a Carmelo), Colonia del Sacramento, Inmaculada Concepción de Minas, el Cerro Largo (Melo), y la fortaleza de Santa Teresa, cuya capilla visitó. El 16 de septiembre bendijo la iglesia de San Carlos, construida por el presbítero Manuel de Amenedo Montenegro, continuando días después hacia San Fernando de Maldonado. Arribó a Montevideo a principios de octubre y el día 21 asistió a la inauguración de la nueva Iglesia Matriz. El 13 de noviembre lo encontramos en la Capilla de las Angustias (Las Piedras), desde donde continuó a Nuestra Señora de Guadalupe (Canelones) y San Juan Bautista (hoy Santa Lucía). A fines de noviembre llegó a San José, desde donde siguió a Colonia del Sacramento para regresar a Buenos Aires, a donde llegó el 15 de diciembre.
Como consecuencia de su visita al actual territorio uruguayo, por auto del 8 de febrero de 1805, aprobado en ese día por el virrey Rafael de Sobremonte, erigió las parroquias o curatos de Santísima Trinidad de los Porongos, hoy Trinidad; San Benito de Palermo en Paysandú; Nuestra Señora del Pilar en Melo; San José; Inmaculada Concepción de Minas; Nuestra Señora del Luján del Pintado, en 1809 trasladada a la hoy ciudad de Florida por el párroco Santiago Figueredo y finalmente, el curato de Yi, con límites poco precisos, en parte de lo que hoy es el Departamento de Durazno.

### Conclusión de la visita
En el último tramo de su visita recorrió la ribera oriental del río Paraná, subiendo hasta Corrientes y los pueblos de las reducciones. Volvió a Buenos Aires el 25 de noviembre de 1805. Allí erigió en 1806 los curatos de San José de Flores y San Pedro González Telmo. En el sur erigió el curato de Nuestra Señora del Carmen de Patagones.
Erigió el 9 de marzo de 1805 en forma definitiva el Seminario en una nueva ubicación que tendría no obstante una efímera existencia, ya que después de la primera de las Invasiones Inglesas, en marzo de 1807 el edificio fue ocupado para concentrar regimientos de soldados.
Era de carácter austero y duro, y nunca fue querido en Buenos Aires: por tres veces, el cabildo eclesiástico de Buenos Aires — que había adquirido independencia durante las últimas vacantes, todas muy largas — pidió su reemplazo.
La larga visita pastoral por la mayor parte de las parroquias de su diócesis que efectuó en sus dos primeros años, en un verdadero ejemplo de dedicación, aunque causó toda clase de problemas con sus posiciones inflexibles con muchos de sus curas párrocos.

### Actuación política

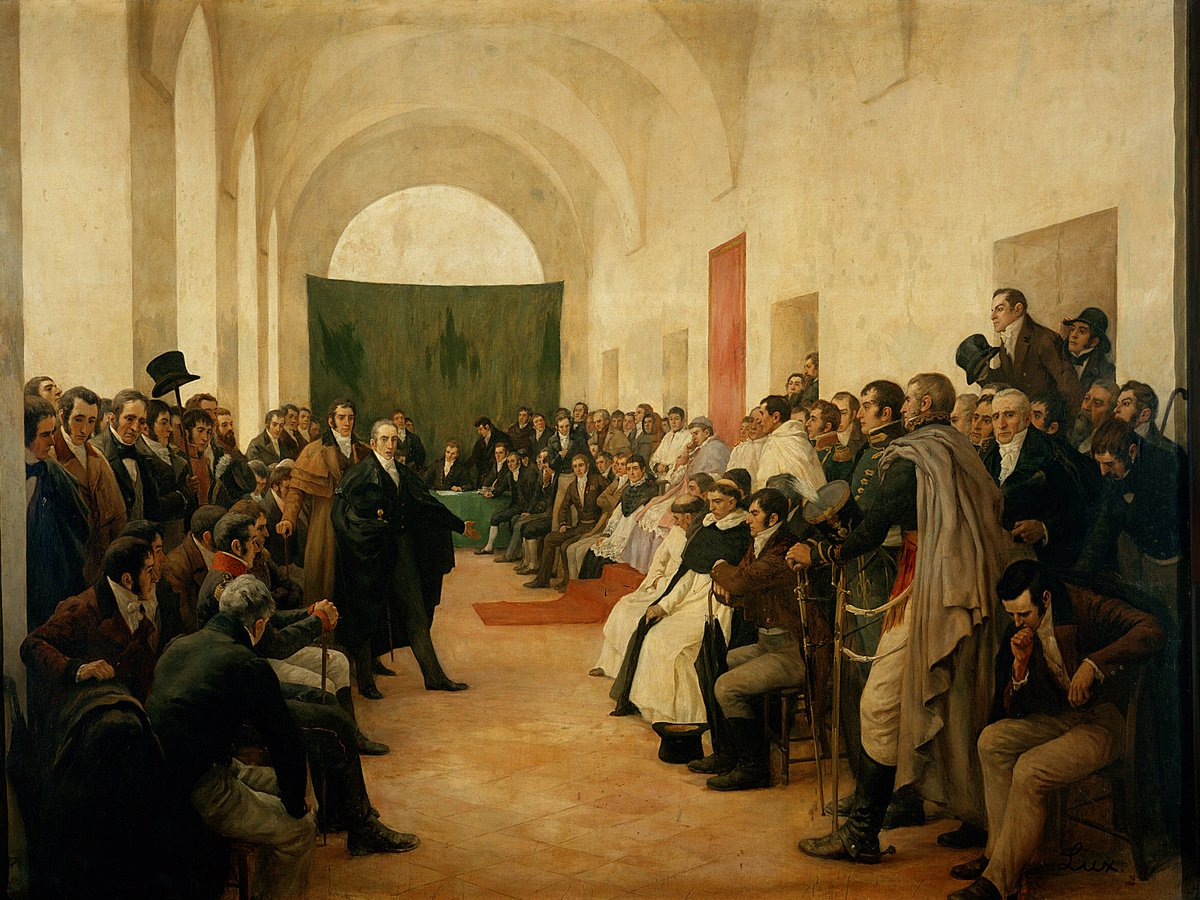
Cabildo abierto del 22 de mayo de 1810. En esta pintura de Pedro Subercaseaux, Benito Lué y Riega fue representado de acuerdo a la descripción de Vicente Fidel López en Historia de la República Argentina: "El obispo tenía tomado asiento con anticipación, vestido con un lujo eclesiástico excepcional. Llevaba todas las cadenas y cruces de su rango, riquísimos escapularios de oro y cuatro familiares, de pie detrás de él, tenían la mitra el uno, el magnífico misal el otro, las leyes de Indias y otros volúmenes con que se había preparado a hundir a sus adversarios." (Tomo III, P. 26).

Al producirse las invasiones inglesas, prestó juramento al rey de Inglaterra, a cambio de la promesa de respeto a la Iglesia católica y a su autoridad. Contribuyó con al Reconquista movilizando a la población con su poderosa retórica y también dándole considerable apoyo económico a Álzaga
Al estallar la asonada de Álzaga, del 1.º de enero de 1809, aprovechó los reparos que tenía el líder el movimiento por no salirse de la ley, para deponer al virrey Santiago de Liniers sin instalar en su lugar la junta que el español pretendía. Su candidato era el general Ruiz Huidobro. Solo la intervención a último momento de Saavedra salvó a Liniers.
En el cabildo abierto del 22 de mayo de 1810 inauguró el debate, defendiendo la tesis de que el Virreinato era una colonia del pueblo español, del cual excluía a los americanos. De acuerdo a la Memoria Autógrafa de Cornelio Saavedra:

El señor Obispo fue singularísimo en este voto. Dijo que solamente no había que hacer novedad con el Virrey, sino que aun cuando no quedase parte alguna de España que no estuviese subyugada, los españoles que se encontrasen en las Américas debían tomar y reasumir el mando de ellas; y que este sólo podía venir a manos de los hijos del país cuando ya no hubiese quedado un solo español en él.

Cuando los patriotas quisieron contradecirlo, les contestó que él no había sido llamado a debatir, sino a decir libremente su opinión. Llegado el momento de que los concurrentes emitieran sus votos, el primero fue el del obispo. El texto recogido en el acta capitular dice que

Por el Ilustrísimo señor Obispo se dijo que mediante las noticias de la disolución de la Junta Central, en quien residía la soberanía, infunde bastante probabilidad para dudar de su existencia. Consultando a la satisfacción del pueblo y a la mayor presente y futura de estos dominios por su legítimo Soberano el Señor Don Fernando Séptimo, es de dictamen que el Excelentísimo Señor Virrey continúe en el ejercicio de sus funciones, sin más novedad que la de ser asociado para ellas del señor Regente y del señor Oidor de la Real Audiencia don Manuel de Velazco, lo cual se entienda provisionalmente y por ahora y hasta ulteriores noticias...

No obstante, únicamente cinco de los eclesiásticos que votaron después de él votaron por la continuidad del virrey, y 38 a favor de la Revolución.

### Últimos años
No opuso ninguna resistencia, de palabra ni de hecho, a la Primera Junta, y prestó acatamiento público al nuevo gobierno. Al mes siguiente quiso organizar una gira pastoral por la Banda Oriental, pero la Junta se lo impidió, interpretando que en realidad pretendía huir a Montevideo, donde la Junta no era reconocida. En julio se le prohibió hablar en público o confesar a los fieles. Pero siguió siendo el obispo, y no presionó a los sacerdotes de la diócesis contra la Junta. El Primer Triunvirato lo desterró al pueblo de San Fernando, al norte de Buenos Aires.
En marzo de 1812, varios personajes que eran poco menos que sus enemigos le festejaron su cumpleaños con una cena, en la quinta de San Fernando donde vivía. Amaneció muerto, probablemente envenenado. Los historiadores consideran que podría haber sido envenenado por el arcediano Andrés Florencio Ramírez, acérrimo partidario de la Revolución, pero también remarcan que a lo largo de su mandato se había hecho muchos enemigos. El 24 de ese mismo mes recibió sepultura en el Panteón subterráneo de la Catedral.